# Mary Adshead
Mary Adshead (* 15. Februar 1904 in London; † 3. September 1995 ebenda) war eine englische Malerin, Illustratorin und Designerin. Zu ihren Arbeiten zählten auch Wandmalereien.

## Leben und Werk
Adshead wurde in Bloomsbury, London, als einziges Kind des Architekten, Aquarellisten und Professors für Civic Design, welcher zuerst in Liverpool, später an der London University lehrte und seiner Frau Mary, geboren. Adshead besuchte von 1916 bis 1919 die Putney High School. Danach lebte sie sechs Monate in Paris. Aufgrund der Position ihres Vaters an der London University konnte sie sich bereits im Alter von sechzehn Jahren 1921 an der Slade School of Art einschreiben. Dort wurde Henry Tonks auf ihre Fähigkeiten aufmerksam und verschaffte ihr den ersten Auftrag zu einem Wandgemälde in Wapping. Dies war eine Zusammenarbeit mit Rex Whistler. Der Erfolg führte zu weiteren Aufträgen. Ihr nächstes Wandgemälde, ausgeführt 1924, hatte eine einsame Insel zum Thema und sie malte es für Charles Reilly, Professor für Architektur an der University of Liverpool. Dieses Wandgemälde existiert noch heute und es wird in der University of Liverpool Art Gallery ausgestellt. Ein großes Wandgemälde von Adshead, The Housing of the People, wurde 1924 auf der British Empire Exhibition in Wembley ausgestellt.
Einen anderen Auftrag führte sie für Lord Beaverbrook aus. Sie gestaltete sein Esszimmer mit Szenen des Newmarket Racecourse und Porträts seiner Freunde, wie Arnold Bennett, Lady Louis Mountbatten, and Winston Churchill, auf ihrem Weg zu der Rennbahn. Das Projekt wurde nie vollendet, weil Beaverbrook besorgt war, dass er von nun an täglich mit den Bildnissen konfrontiert wäre und sich mit einer der Personen überwerfen könne. Beaverbrook zahlte Adsehead einen Abschlag in Höhe von zwei Drittel und gab die fertigen Paneele zurück. Diese wurden im Jahr 1930 in einem Londoner Kaufhaus ausgestellt. Später wurden bis auf drei der Platten alle anderen durch einen Brand während der Lagerung zerstört. Ein weiteres Wandgemälde malte sie für den Britischen Pavillon auf der Weltfachausstellung Paris 1937.
Ihre erste Einzelausstellung hatte sie im Jahr 1930 in der Goupil Gallery. In Zusammenarbeit mit ihrem Ehemann illustrierte sie zwei Kinderbücher. Sie entwarf im Jahr 1949 einige Briefmarkenausgaben für das General Post Office gefolgt von den Dauermarken mit hohem Wert 2s 6d und 5s im Jahr 1951. Außerdem gestaltete sie den Rahmen um das Porträt von Elisabeth II. auf der 8d, 9d, 10d und 11d Dauermarke der Dauermarkenserie Elisabeth II. (Wilding). Im Jahr 1950 dekorierte sie den  vierten Stock des Selfridges-Restaurants mit Szenen aus dem Dschungel. Zudem fertigte sie  Plakatentwürfe für das London Transportsystem und mehrere Wandbilder, die inzwischen verloren sind, zum U-Bahnhof Bank sowie Sets für den Film Cleopatra an. Trotz ihres vollen Terminplans, fand sie auch Zeit, um die Society of Mural Painters zu organisieren.
Im Jahr 1929 heiratete sie Stephen Bone, den Sohn des Künstlers Muirhead Bone. Aus dieser Ehe hatte sie zwei Söhne und eine Tochter. Nachdem ihr Mann im Jahr 1958 verstorben war, reiste sie durch Europa und die Vereinigten Staaten.
Sie studierte Techniken der Mosaikdekoration in Ravenna und Sizilien und hatte eine Reihe von Ausstellungen sowohl als Solo-Künstlerin und auch neben den Werken von Stephen Bone. Trotz einer Lahmheit, die zurückzuführen war auf ihre Art von Leitern aus zu malen, blieb Adshead bis zu ihrem Ende eine aktive Künstlerin.